# Anlu
Anlu är en stad på häradsnivå som lyder under Xiaogans stad på prefekturnivå i Hubei-provinsen i centrala Kina. Den ligger omkring 100 kilometer nordväst om provinshuvudstaden Wuhan.